# Klubowy Puchar Europy kobiet w szachach (2008)
2008 – trzynasty sezon Klubowego Pucharu Europy kobiet w szachach. Rozgrywki odbyły się w Kalitei w dniach 17–23 października 2008 roku. Tytuł obronił monakijski CE Monte-Carlo.

## Format rozgrywek
Turniej odbywał się systemem szwajcarskim na dystansie siedmiu rund. W przypadku identycznej liczby punktów decydowała łączna liczba punktów uzyskanych przez zawodniczki, a przy dalszej równości – system Buchholza.

## Uczestnicy
W nawiasie podano średni ranking Elo. Źródło: OlimpBase

- Mika Erywań (2483)
- EPAM Systems Mińsk (2442)
- Rudar Ugljevik (2192)
- T-Com Podgorica (2456)
- CE Bischwiller (1600)
- Vandoeuvre-Echecs (2071)
- AMO Galaxias (1907)
- AS Aspropyrgos (2175)
- Herzliya Chess Club (1900)
- Madatech Hajfa (2216)
- ŠK Panevėžys (2259)
- CE Monte-Carlo (2561)
- SK Großlehna (2228)
- Ekonomist-SGSEU Saratów (2452)
- FINEK Petersburg (2460)
- Spartak Widnoje (2539)
- CS Cotnari-Politehnica Iaşi (2348)
- Radnički Rudovci (2286)

## Rozgrywki

### Runda 1
Źródło: OlimpBase
17 października 2008
| CE Monte-Carlo – ŠK Panevėžys 3:1               |
| SK Großlehna – Spartak Widnoje 0:4              |
| Mika Erywań – Madatech Hajfa 3:1                |
| Rudar Ugljevik – FINEK Petersburg 1:3           |
| T-Com Podgorica – AS Aspropyrgos 3½:½           |
| Vandoeuvre-Echecs – Ekonomist-SGSEU Saratów 2:2 |
| EPAM Systems Mińsk – Herzliya Chess Club 4:0    |
| AMO Galaxias – CS Cotnari-Politehnica Iaşi 1:3  |
| Radnički Rudovci – CE Bischwiller 3½:½          |

### Runda 2
Źródło: OlimpBase
18 października 2008
| Spartak Widnoje – CS Cotnari-Politehnica Iaşi 2½:1½ |
| T-Com Podgorica – Mika Erywań ½:½                   |
| FINEK Petersburg – EPAM Systems Mińsk 2:2           |
| Ekonomist-SGSEU Saratów – CE Monte-Carlo ½:3½       |
| Vandoeuvre-Echecs – Radnički Rudovci ½:3½           |
| ŠK Panevėžys – Herzliya Chess Club 4:0              |
| Madatech Hajfa – SK Großlehna 2:2                   |
| CE Bischwiller – Rudar Ugljevik 0:4                 |
| AS Aspropyrgos – AMO Galaxias 3:1                   |

### Runda 3
Źródło: OlimpBase
19 października 2008
| Radnički Rudovci – Spartak Widnoje ½:3½           |
| CE Monte-Carlo – FINEK Petersburg 2½:1½           |
| EPAM Systems Mińsk – Mika Erywań 2½:1½            |
| CS Cotnari-Politehnica Iaşi – T-Com Podgorica 1:3 |
| Rudar Ugljevik – AS Aspropyrgos 1:3               |
| ŠK Panevėžys – Vandoeuvre-Echecs 3:1              |
| SK Großlehna – Ekonomist-SGSEU Saratów 0:4        |
| CE Bischwiller – Madatech Hajfa 1½:2½             |
| Herzliya Chess Club – AMO Galaxias 3:1            |

### Runda 4
Źródło: OlimpBase
20 października 2008
| Spartak Widnoje – CE Monte-Carlo ½:½            |
| T-Com Podgorica – EPAM Systems Mińsk 1½:2½      |
| AS Aspropyrgos – ŠK Panevėžys 2½:1½             |
| Madatech Hajfa – Radnički Rudovci 2:2           |
| FINEK Petersburg – Ekonomist-SGSEU Saratów 1:3  |
| Mika Erywań – CS Cotnari-Politehnica Iaşi 2½:1½ |
| Herzliya Chess Club – Rudar Ugljevik 1½:2½      |
| Vandoeuvre-Echecs – SK Großlehna 2½:1½          |
| AMO Galaxias – CE Bischwiller 1½:2½             |

### Runda 5
Źródło: OlimpBase
21 października 2008
| EPAM Systems Mińsk – Spartak Widnoje 2:2         |
| CE Monte-Carlo – AS Aspropyrgos 3:1              |
| Ekonomist-SGSEU Saratów – Mika Erywań 2½:1½      |
| Radnički Rudovci – T-Com Podgorica ½:3½          |
| ŠK Panevėžys – Madatech Hajfa 1½:2½              |
| Rudar Ugljevik – Vandoeuvre-Echecs 3:1           |
| FINEK Petersburg – Herzliya Chess Club 4:0       |
| CS Cotnari-Politehnica Iaşi – CE Bischwiller 4:0 |
| SK Großlehna – AMO Galaxias 3½:½                 |

### Runda 6
Źródło: OlimpBase
22 października 2008
| EPAM Systems Mińsk – CE Monte-Carlo 1:3         |
| Spartak Widnoje – Ekonomist-SGSEU Saratów 1½:2½ |
| T-Com Podgorica – Rudar Ugljevik 3½:½           |
| Madatech Hajfa – AS Aspropyrgos 1½:2½           |
| Radnički Rudovci – FINEK Petersburg ½:3½        |
| Mika Erywań – ŠK Panevėžys 4:0                  |
| CS Cotnari-Politehnica Iaşi – SK Großlehna 3:1  |
| AMO Galaxias – Vandoeuvre-Echecs 0:4            |
| CE Bischwiller – Herzliya Chess Club 0:4        |

### Runda 7
Źródło: OlimpBase
23 października 2008
| CE Monte-Carlo – T-Com Podgorica 2:2                 |
| Ekonomist-SGSEU Saratów – EPAM Systems Mińsk 2:2     |
| AS Aspropyrgos – Spartak Widnoje 0:4                 |
| FINEK Petersburg – Mika Erywań 1:3                   |
| Rudar Ugljevik – Madatech Hajfa 3:1                  |
| Vandoeuvre-Echecs – CS Cotnari-Politehnica Iaşi ½:3½ |
| Herzliya Chess Club – Radnički Rudovci ½:3½          |
| ŠK Panevėžys – AMO Galaxias 4:0                      |
| SK Großlehna – CE Bischwiller 4:0                    |

## Klasyfikacja
Źródło: OlimpBase
| Msc | Zespół                      | M | W | R | P | Pkt |
| --- | --------------------------- | - | - | - | - | --- |
| 1   | CE Monte-Carlo              | 7 | 5 | 2 | 0 | 12  |
| 2   | Spartak Widnoje             | 7 | 4 | 2 | 1 | 10  |
| 3   | T-Com Podgorica             | 7 | 4 | 2 | 1 | 10  |
| 4   | Ekonomist-SGSEU Saratów     | 7 | 4 | 2 | 1 | 10  |
| 5   | Mika Erywań                 | 7 | 4 | 1 | 2 | 9   |
| 6   | EPAM Systems Mińsk          | 7 | 3 | 3 | 1 | 9   |
| 7   | CS Cotnari-Politehnica Iaşi | 7 | 4 | 0 | 3 | 8   |
| 8   | Rudar Ugljevik              | 7 | 4 | 0 | 3 | 8   |
| 9   | AS Aspropyrgos              | 7 | 4 | 0 | 3 | 8   |
| 10  | FINEK Petersburg            | 7 | 3 | 1 | 3 | 7   |
| 11  | Radnički Rudovci            | 7 | 3 | 1 | 3 | 7   |
| 12  | ŠK Panevėžys                | 7 | 3 | 0 | 4 | 6   |
| 13  | Madatech Hajfa              | 7 | 2 | 2 | 3 | 6   |
| 14  | SK Großlehna                | 7 | 2 | 1 | 4 | 5   |
| 15  | Vandoeuvre-Echecs           | 7 | 2 | 1 | 4 | 5   |
| 16  | Herzliya Chess Club         | 7 | 2 | 0 | 5 | 4   |
| 17  | CE Bischwiller              | 7 | 1 | 0 | 6 | 2   |
| 18  | AMO Galaxias                | 7 | 0 | 0 | 7 | 0   |